# 徳田平市
徳田 平市（とくだ へいいち、明治14年〈1881年〉 - 昭和19年〈1944年〉）は、日本の実業家・漁業家。
兄の奥田亀造とともに角輪組を設立(二代目社長)。旧制鳥取第二中学校（現・鳥取県立鳥取東高等学校）の創立功労者。

## 来歴・人物
1881年、 鳥取県岩井郡大谷村（現・岩美郡岩美町大谷）の地引き網の網元・奥田周蔵、きよの四男として生まれる。長じて兄・亀造らと朝鮮沿岸の漁場開拓に乗り出したが、日露戦争が始まったため従軍、沙河会戦の功績により金鵄勲章を授与された。
1908年、東京に遠洋漁業角輪商会を合資会社で設立。翌年、単身カムチャツカに渡り、流木で立てた小屋に仮泊しながら、鮭・鱒の漁場調査を行う。1910年、気高郡豊実村宮谷（現・鳥取市宮谷）の豪農・徳田家の養子となり、長女かねと結婚。同年、兄亀造らと朝鮮沿岸漁場の開拓に乗り出し、定置網の一種である大敷網漁で成功を収める。
1913年、江原道霊津に株式会社角輪組（資本金150万円）を設立。「海賊の子孫」と称した亀造の激しさに対し、地味で几帳面、謙虚で人情深い平市は絶妙のコンビであった。
1925年、亀造は貴族院議員当選を機に、角輪組社長を平市に譲り退任。その後も角輪組は霊津を本拠地とし、慶尚北道の甫項、九竜浦、方漁津、江原道の厚甫里、墨湖、注文津、長箭、咸鏡南道の元山、新浦、咸鏡北道の城津、清津等を基地として全国23カ所で事業を展開した。
2022年、第13号鳥取市名誉市民に選ばれた。

## 鳥取第二中学校の創設
1921年頃、鳥取県知事・岩田衛の意を受けた鳥取中学校（現・鳥取県立鳥取西高等学校）校長の林重浩より、新設中学校設立寄付の依頼を受ける。その背景には、大正デモクラシーの中で鳥取中学に定員の3倍を超える志願者が殺到するという進学熱の高まりがある一方で、建設誘致を巡る地域の対立や県の財政事情を巡り、政友・民政党内部でも賛否両論あり、県議会も休会が続き混乱するという事情があった。
徳田は熟考の末、七年制高等学校（現在の中学・高校・大学の一貫教育に相当）への発展を条件に、新設中学校への15万円に上る寄付を決断した。新中学校は1922年に鳥取県立鳥取第二中学校として設立され、初代校長には林重浩が任命された。
その後、徳田は5年で寄付を完済した。しかし、校名に「徳」か「平」の文字をと勧める県の申し出を断り、自由な教育の展開を尊重するとして二中への出入りも控えた。なお、七年制高等学校への発展は、その後の鳥取県の財政事情により実現しなかった。